# Willinge
Het Drentse geslacht Willinge stamt af van de omstreeks 1595 geboren ette van het Noordenveld, Jan Willinge. Zijn zoon Dubbelt Willinge was in de 17e eeuw eveneens ette en gedeputeerde van Drenthe. Kleinzoon Jan Willinge was schulte van Peize, ette van het Noordenveld en gedeputeerde van Drenthe. Zijn nakomelingen vervulden bestuurlijke functies in Drenthe, zowel op het niveau van het provinciaal bestuur als op regionaal en lokaal gebied, onder meer in het Noordenveld en in Emmen.  Leden van de familie Willinge trouwden met leden van andere vooraanstaande regentenfamilies in Drenthe, zoals de familie Kymmell en de familie Tonckens.

## DeWillingehuizenin Emmen en Peize
In Emmen kocht de zoon van Jan Willinge, Lucas Willinge (1731-1802), het schultehuis, daarna het Willingehuis genoemd, op het terrein van wat nu het Dierenpark Emmen is.
In Peize bouwde schulte Jan Willinge in 1721 een herenhuis, dat na zijn overlijden in het bezit kwam van zijn zoon Dubbelt Willinge, schulte van Eelde.  Deze woning werd in 1811 geërfd door diens achterneef Berend Willinge Kymmell. Dit huis staat bekend als het Kymmellhuis te Peize. De broer van Dubbelt, Jan Willinge, schulte van Peize, liet in 1763 een herenhuis in Peize bouwen, dat het Willingehuis werd genoemd.

## Enkele leden van het geslacht Willinge

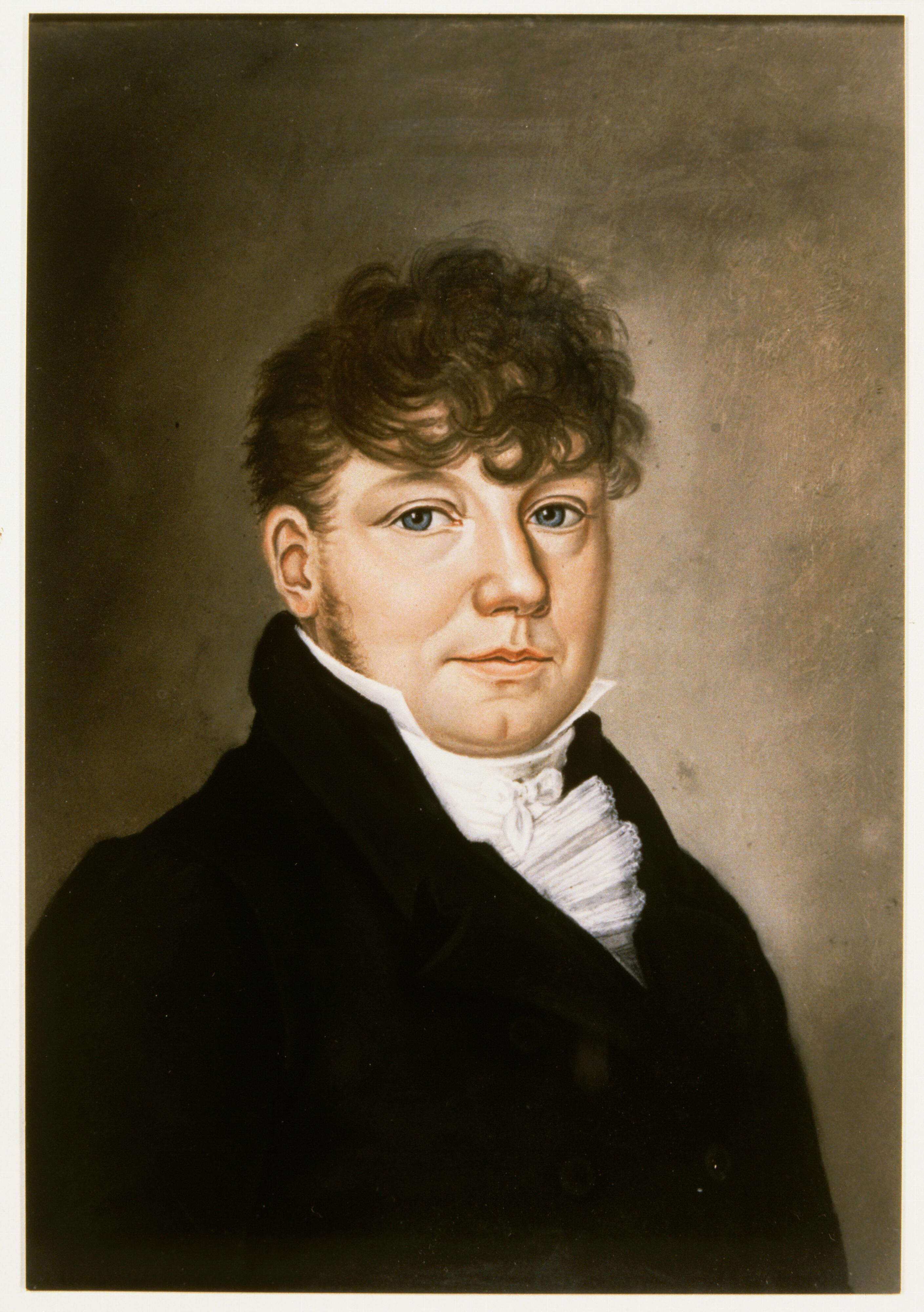
Jan Jacob Willinge (1782-1849), schulte, maire en burgemeester van Emmen

- Dubbelt Willinge (1627-1697), gedeputeerde van Drenthe
- Dubbelt Willinge (1720-1811), schulte van Eelde en gedeputeerde van Drenthe
- Jan Willinge (1685-1771), schulte van Peize en gedeputeerde van Drenthe
- Jan Willinge (1726-1794), schulte van Peize
- Jan Willinge (1766-1806), schulte van Peize
- Jan Albert Willinge (1760-1839), grietman van Ooststellingwerf
- Jan Jacob Willinge (1782-1849), schulte, maire en burgemeester van Emmen
- Jan Jacob Willinge (1849-1926), lid Tweede en Eerste Kamer en van de Raad van State
- Jan Jacob Willinge (1853-1921), burgemeester van Hensbroek
- Johannes Petrus Willinge (1819-1889), burgemeester van Oosterhesselen en Zweeloo
- Lucas Willinge (1731-1802), schulte van Emmen

## Overlevering
Er bestaat een oud Drents rijmpje, waarin de tien belangrijkste geslachten van eigenerfden worden genoemd:
De Alingh’s, de Alting’s, de Hiddingh’s, de Pelinck’s en de Papinck’s;
 de Manting’s, de Nysingh’s, de Oosting’s, de Willinge’s en Tebingh’s’
 zijn in het Landschap Drenthe (buiten de Ridders), volgens algemeene gedachten,
 onder de Eigenerfden voorzeker de tien alleroudste geslachten.